# Атток (округ)
Атто́к (урду ضِلع اٹک‎, англ. Attock District) — один из 36 округов пакистанской провинции Пенджаб. Административный центр — город Атток.

## История
Округ Атток расположен в северо-западной части провинции Пенджаб в Пакистане. Округ был создан в 1904 году путём слияния техсила Талаганг из округа Джелум и техсилов Пиндигеб, Фатехянг и Атток из округа Равалпинди. Первоначальное название округа было Кэмпбеллпур, по названию его административного центра (в свою очередь названного по имени основателя, британского колониального чиновника сэра К.Кэмпбелла). Название округа было изменено на Атток в 1978 году.

## География
Атток граничит с округами Хайбер-Пахтунхвы — Харипуром и Сваби на севере, с округом Равалпинди на востоке, с округом Чаквал на юго-востоке, с округом Миянвали на юго-западе и округами Хайбер-Пахтунхвы — Кохатом и Наушерой на западе и северо-западе. Река Инд образует западную границу округа.

## Техсилы
Атток занимает площадь 6857 км² и разделен на шесть техсилов, названных по их административным центрам:
- Атток
- Фатех-Джанг
- Хасан-Абдал
- Джанд
- Пинди-Геб
- Хазро

## Климат
Атток имеет типичный северо-пакистанский климат с очень жарким летом и холодной зимой. В северной части округа более влажный и сравнительно умеренный климат по сравнению с южной частью. В округе преобладают холмы, плато и равнины. Среднегодовое количество осадков в округе составляет 783 мм.